# Federico Ricca
Federico Ricca, né le 1er décembre 1994 à Tarariras en Uruguay, est un footballeur international uruguayen qui joue au poste de défenseur au CA Belgrano.

## Biographie

### Carrière en club
Avec l'équipe du Danubio FC, il joue quatre matchs en Copa Libertadores, et également quatre rencontres en Copa Sudamericana.
Le 20 avril 2016, il inscrit avec le Málaga CF son seul et unique but en première division espagnole, lors de la réception du Rayo Vallecano (score : 1-1).
Le Club Bruges KV officialise son arrivée le 14 août 2019 où il paraphe un contrat de quatre ans. Il devient le premier uruguayen à porter les couleurs du club belge. Pour sa première saison en Belgique, il ne prend part qu'à huit rencontres de championnat, en débutant sept. Il participe également à la phase de groupe de Ligue des champions, apparaissant à 5 reprises, dont 4 titularisations.
Ne convaincant pas lors de sa première saison, Bruges cherche à se renforcer à son poste lors du mercato estival 2020, s'intéressant notamment à Núrio Fortuna et Michał Karbownik,.

### Carrière en équipe nationale
Il reçoit sa première sélection en équipe d'Uruguay le 4 juin 2017, en amical contre l'Irlande (défaite 3-1).